# Atopochilus savorgnani
Atopochilus savorgnani és una espècie de peix de la família dels mochòkids i de l'ordre dels siluriformes.
Els adults poden assolir 9 cm de longitud total. Té 32-33 vèrtebres. És ovípar. És un peix d'aigua dolça i de clima tropical que viu a Àfrica: Gabon, Guinea Equatorial i sud del Camerun (riu Ntem).